# Jidong Cement
Tangshan Jidong Cement Co. est une société publique chinoise, cotée à la bourse de Shenzhen depuis 1996, et filiale du conglomérat BBMG Corporation (en). 

## Description
Tangshan Jidong Cement Co. est une société cimentière chinoise, créée le 5 août 1994, qui produit du clinker et du ciment et est cotée à la bourse de Shenzhen depuis 1996.
Elle est une filiale du conglomérat BBMG Corporation (en), présente également dans les activités de traitement de déchets et de consulting.
Sa production de ciment en 2020 — 170 millions de tonnes — la classe au cinquième rang mondial parmi les producteurs de ciment. En 2023, elle compte plus de 22 000 employés et son chiffre d’affaires s’élève à 4,078 milliards d’euros.